# (5831) Dizzy
(5831) Dizzy est un astéroïde de la ceinture principale.

## Description
(5831) Dizzy est un astéroïde de la ceinture principale. Il fut découvert le 4 mai 1991 à Kushiro par Seiji Ueda et Hiroshi Kaneda. Il présente une orbite caractérisée par un demi-grand axe de 2,69 UA, une excentricité de 0,14 et une inclinaison de 12,8° par rapport à l'écliptique.

## Compléments